# Bristol Hercules
«Брістоль Геркулес» (англ. Bristol Hercules) — 38,7-літровий поршневий 14-ти циліндровий радіальний авіаційний двигун з повітряним охолодженням виробництва британської компанії Bristol Aeroplane Company.

## Історія
Авіаційний двигун «Брістоль Геркулес» вперше був запущений у січні 1936 року. У 1937 році «Брістоль» придбав версію літака А-17 моделі Northrop Model 8A-1 та використав його як випробувальний стенд для перших двигунів «Геркулес».
1939 році надійшли перші двигуни «Геркулес» I потужністю 1290 к.с. (960 кВт), незабаром їх посилили до 1 375 к.с. (1 025 кВт) на моделі в «Геркулес» II. Основною версією був «Геркулес» VI, потужністю 1 650 к.с. (1 230 кВт), а наприкінці війни модель «Геркулес» XVII вийшов на потужність 1 775 к.с. (1 294 кВт).
«Геркулес» працював на величезній кількості літаків, включаючи власну розробку «Брістоль» важкий винищувач «Боуфітер».
Всього було побудовано понад 57 400 двигунів «Геркулес».

## Застосування

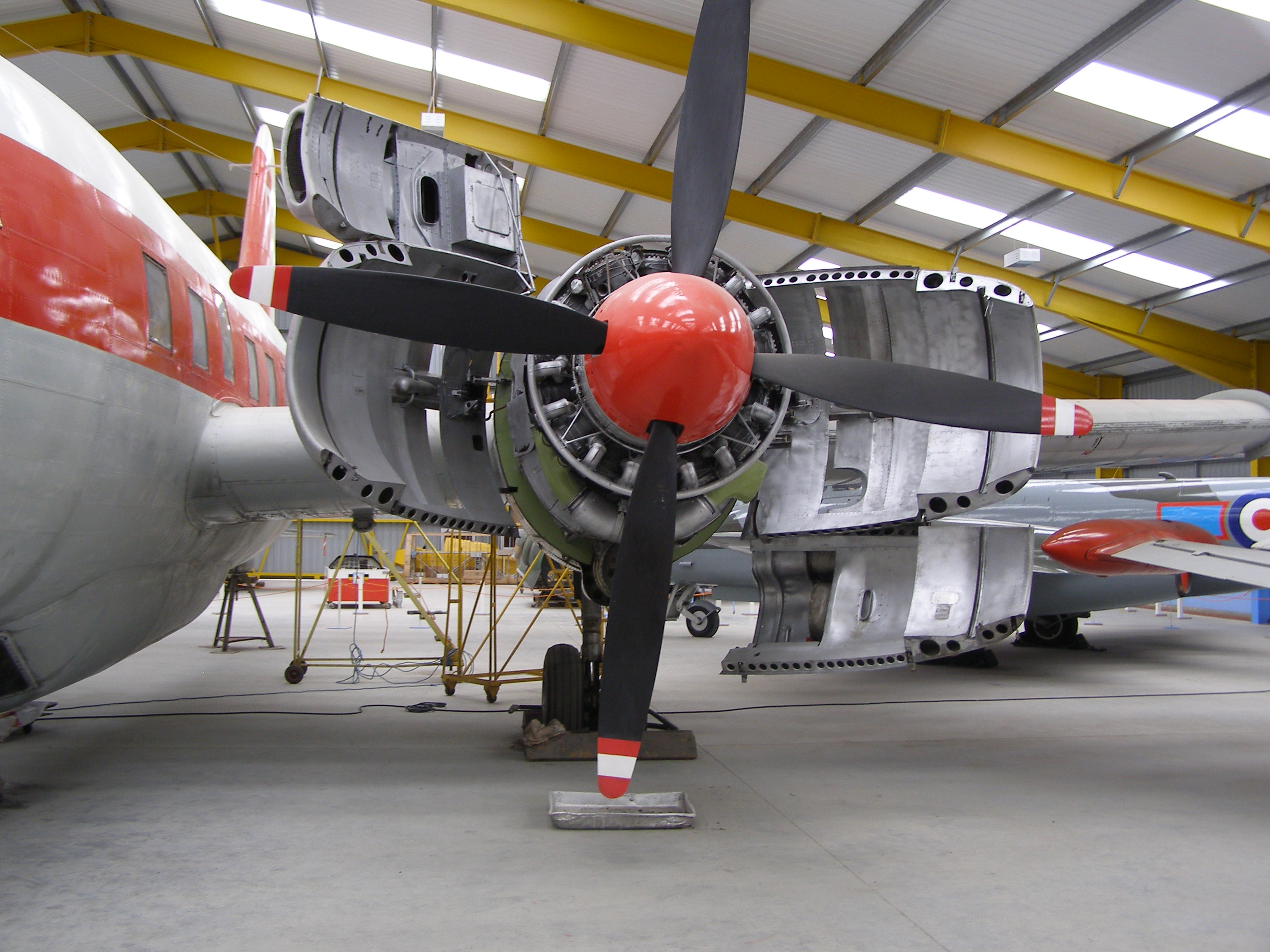
Hercules встановлений на Vickers Varsity

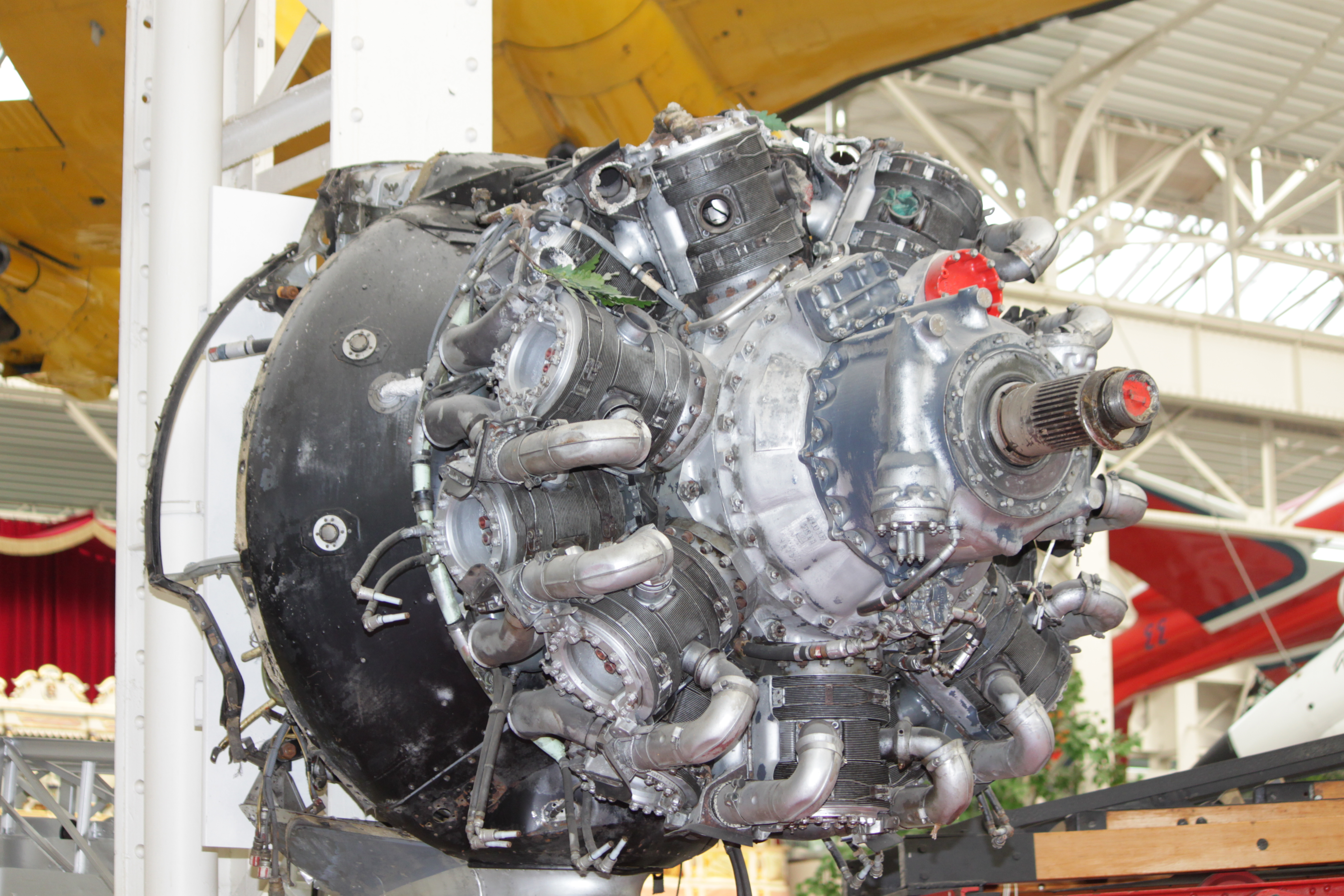
Авіаційний двигун версії Bristol Hercules XVII

| - Armstrong Whitworth Albemarle - Avro Lancaster B.II - Avro York C.II - Bristol Beaufighter - Bristol Freighter - Bristol Superfreighter - Breguet 890 Mercure - CASA C-207 Azor - Fokker T.IX | - Folland Fo.108 - Handley Page Halifax - Handley Page Hastings - Handley Page Hermes - Nord Noratlas - Northrop 8A - Northrop Gamma 2L - Saro Lerwick - Short S.26 | - Short Seaford - Short Solent - Short Stirling - Vickers Valetta - Vickers Varsity - Vickers VC.1 Viking - Vickers Wellesley - Vickers Wellington |